# Desierto de Amargosa
El Desierto de Amargosa se encuentra en el condado de Nye, en el oeste de Nevada, Estados Unidos, a lo largo de la frontera entre Nevada y California. Es en gran parte coincidente con el geográfico Valle Amargosa, y se halla al norte del Refugio nacional de vida silvestre de Ash Meadows.
El desierto lleva el nombre del río Amargosa, llamado así la por palabra española para 'amargo', debido al sabor amargo del agua.

## Geografía
El desierto de Amargosa se encuentra a una altitud de alrededor de 790-840 m s. n. m., e incluye la planicie llamada Crater Plain y la comunidad de Amargosa Valley (anteriormente Lathrop Wells), que se ubica en el extremo sur del desierto.
El desierto se halla entre las Funeral Mountains y el Valle de la Muerte, al oeste, y la Montaña Yucca y el Nellis Air Force Range, al este.

## Historia
El desierto de Amargosa es un desierto árido al norte de la Gran Cuenca y el sur del desierto de Mojave. El curso del río Amargosa transcurre a través del desierto, con el raro pez cachorrito del Shoshone en la cercana estación de Amargosa Pupfish Station, del complejo Refugio nacional de vida silvestre de Ash Meadows.